# Чичмани
Чичмани (слч. Čičmany) насељено је мјесто са административним статусом сеоске општине (слч. obec) у округу Жилина, у Жилинском крају, Словачка Република.

## Становништво
| Година:    | 1994. | 2004.    | 2014.    | 2024.    |
| ---------- | ----- | -------- | -------- | -------- |
| Број људи: | 281   | 204      | 152      | 124      |
| Разлика:   |       | -27,40 % | -25,49 % | -18,42 % |

| Година:    | 2023. | 2024.   |
| ---------- | ----- | ------- |
| Број људи: | 121   | 124     |
| Разлика:   |       | +2,47 % |

Према подацима о броју становника из 2024. године насеље је имало 124 становника.